# كأس الجزائر 1997–98
كأس الجزائر 1997–98 هو موسم من كأس الجزائر. أشرف على تنظيمه الإتحاد الجزائري لكرة القدم، وكان عدد الأندية المشاركة فيه 64، وفاز فيه وداد تلمسان.